# Seljony Bor (Kaliningrad)
Seljony Bor (russisch Зелёный Бор, deutsch Karalene, 1938–1945 Luisenberg, litauisch Karalienė) ist ein Ort in der russischen Oblast Kaliningrad. Er gehört zur kommunalen Selbstverwaltungseinheit Stadtkreis Tschernjachowsk im Rajon Tschernjachowsk.

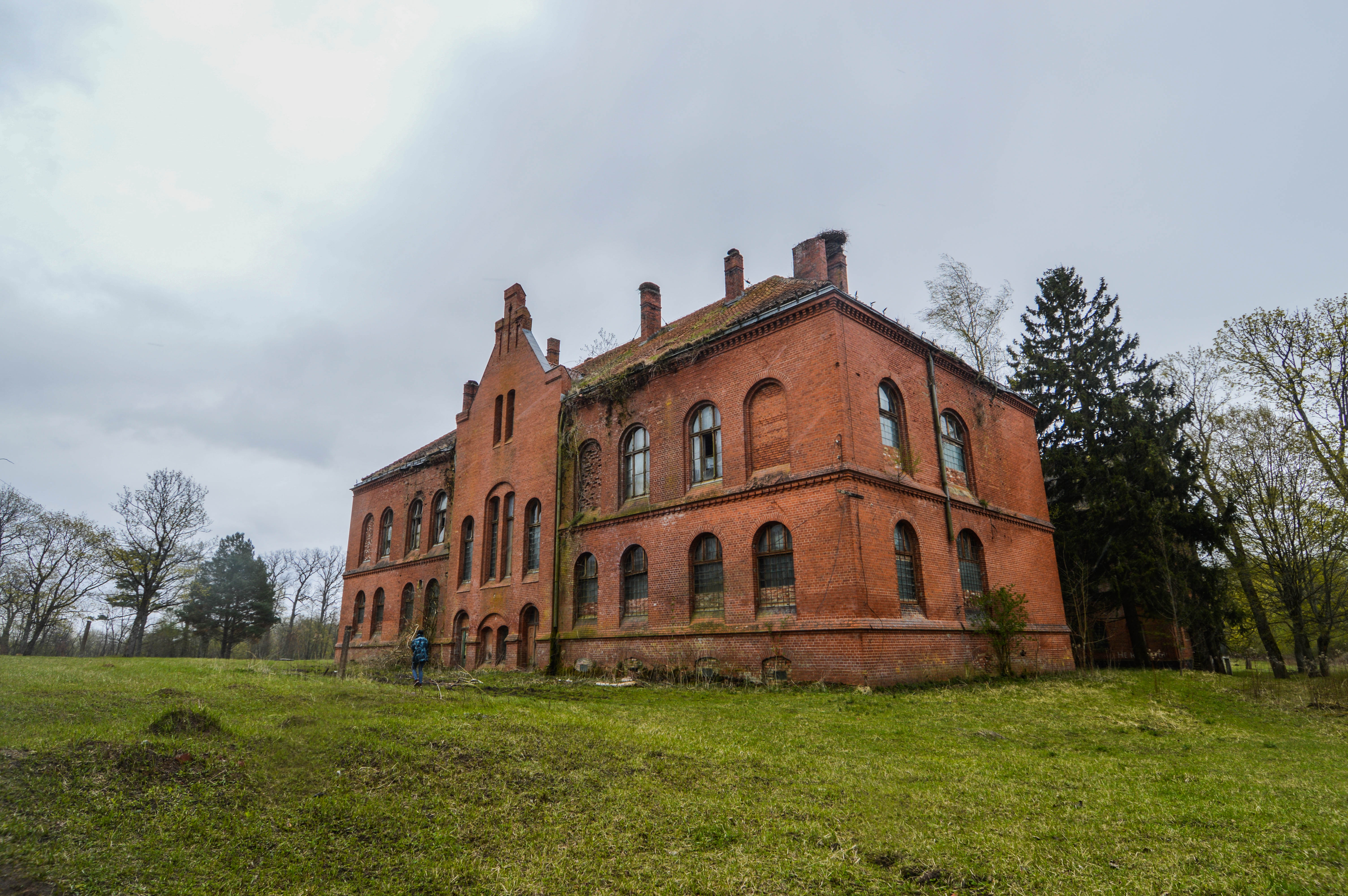
Gebäudeensemble des ehemaligen Lehrerseminars Karalene (Luisenberg)

## Geographische Lage
Seljony Bor liegt elf Kilometer östlich der Stadt Tschernjachowsk (Insterburg) und ist von dort in einem Abzweig von der Nebenstraße über Lesnoje (Dwarischken/Eichenberg) nach Gussew (Gumbinnen) zu erreichen. Die nächste Bahnstation ist Tschernjachowsk.

## Geschichte
In dem bis 1811 Wolfshagen genannten kleinen Dorf wurde im Jahre 1811 auf Initiative der Königin Luise eine Erziehungsanstalt errichtet, aus der später ein Lehrerseminar erwuchs. In Erinnerung an die Königin nannte man den Ort ab 30. November 1811 „Karalene“ (litauisch Karalienė = „Königin“). Im Jahre 1815 zählte der Ort 60 Einwohner und wurde 1874 in den Amtsbezirk Kummetschen (heute nicht mehr existent) im Kreis Insterburg im Regierungsbezirk Gumbinnen in der preußischen Provinz Ostpreußen eingegliedert.
Im Jahre 1895 lebten in Karalene bereits 128 Menschen.  In den Jahren 1903/07 wurde der Gutsbezirk Karalene in den Gutsbezirk Kummetschen eingemeindet, und nur wenige Jahre später – am 1. April 1918 – wurde der Gutsbezirk Kummetschen in die neue Landgemeinde Karalene umgewandelt. Die Umbenennung des Amtsbezirks Kummetschen in „Amtsbezirk Karalene“ allerdings erfolgte erst am 26. August 1931. Das Dorf zählte 1933 insgesamt 406 Einwohner und – nach Eingemeindung der Gemeinde Nausseden (heute nicht mehr existent)  zum 1. April 1939 – bereits 520. Kurz zuvor – am 3. Juni 1938 mit amtlicher Bestätigung vom 16. Juli 1938 – war Karalene aus politisch-ideologischen Gründen (in Abwehr litauischer Sprachanklänge)  in „Luisenberg“ umbenannt worden, am 13. September 1938 ebenso der Amtsbezirk.
In Kriegsfolge kam der Ort 1945 mit dem nördlichen Ostpreußen zur Sowjetunion. 1947 erhielt er die russische Bezeichnung „Seljony Bor“ und wurde gleichzeitig dem Dorfsowjet Krasnopoljanski selski sowjet im Rajon Tschernjachowsk zugeordnet. Von 2008 bis 2015 gehörte Seljony Bor zur Landgemeinde Swobodnenskoje selskoje posselenije und seither zum Stadtkreis Tschernjachowsk.

### Amtsbezirk Karalene/Luisenberg (1931–1945)
Als der Amtsbezirk Kummetschen am 26. August 1931 in „Amtsbezirk Karalene“ umbenannt wurde, waren acht Landgemeinden eingegliedert:
| Name                              | Namensänderung 1938–1946 | Russischer Name | Bemerkungen                       |
| --------------------------------- | ------------------------ | --------------- | --------------------------------- |
| Bergfriede, bis 1928: Tarpupönen  |                          |                 |                                   |
| Eichenberg, bis 1928: Dwarischken |                          | Lesnoje         |                                   |
| Jessen                            |                          | Solowjowo       |                                   |
| Karalene                          | Luisenberg               | Seljony Bor     |                                   |
| Lenkeitschen                      | Angerbrück               | Aistowo         |                                   |
| Nausseden                         |                          |                 | 1939 nach Luisenberg eingemeindet |
| Powehlischken                     | Hoffnungsglück           |                 | 1939 nach Eichenberg eingemeindet |
| Tarpupp                           | Angermoor                |                 |                                   |

Am 1. Januar 1945 gehörten zum nunmehr in „Luisenberg“ umbenannten Amtsbezirk nur noch die sechs Gemeinden Angerbrück, Angermoor, Bergfriede, Eichenberg, Jessen und Luisenberg.

## Lehrerseminar Karalene (1811–1924)
Siehe den Abschnitt Lehrerseminar Insterburg
Bis 1924 bestand in Karalene ein Lehrerseminar, das aus einer Erziehungsanstalt besonders für die preußisch-litauische Bevölkerung erwuchs. In der Zeit des Bestehens wurden 2.365 Pädagogen von 86 Direktoren und Lehrern ausgebildet, unter ihnen Ewald Rudolf Stier.

## Kirche
Karalene resp. Luisenberg gehörte mit seiner fast ausnahmslos evangelischen Bevölkerung zum Kirchspiel der Lutherkirche in Insterburg (heute russisch: Tschernjachowsk) und somit auch zum Kirchenkreis Insterburg in der Kirchenprovinz Ostpreußen der Kirche der Altpreußischen Union. Diese Zugehörigkeit blieb auch, als im Gebäudekomplex des Lehrerseminars eine freistehende Kirche errichtet und am 17. November 1859 eine eigene Pfarrstelle dort eingerichtet wurde. Die Pfarrer waren zugleich Leiter des Seminars. Die Lehrerbildungsanstalt wurde 1924 geschlossen, und damit erlosch auch die Kirche vor Ort, und die Mutterkirche in Insterburg war wieder zentrales Gotteshaus.
Heute liegt Seljony Bor im Einzugsbereich der neu entstandenen evangelisch-lutherischen Kirche in Tschernjachowsk (Insterburg) mit Pfarrsitz für die Kirchenregion Tschernjachowsk in der Propstei Kaliningrad der Evangelisch-lutherischen Kirche Europäisches Russland.

### Pfarrer
Zwischen 1859 und 1924 amtierten an der Seminarkapelle in Karalene als leitende Geistliche die Pfarrer:
| - Friedrich Gustav Adolf Rudat, 1860–1868 - Heinrich Gustav Julius Risch, ab 1868 - R.E. Triebel, ab 1872 - Wilhelm August Rohde, 1882–1886 - Gottlieb Julius Romeiks, ab 1886 - Walther Tomuschat, ab 1901 - G.E. Wilhelm E. Ewerding, ab 1904 - Hermann Frohneberg, ab 1910 |